# Heidi Lenhart
Heidi Noelle Lenhart, auch Heidi Saban, (* 22. August 1973 in Los Angeles, Kalifornien) ist eine US-amerikanische Schauspielerin.

## Leben
Bekannt wurde sie durch ihre Rolle als Jenny Garrison in der amerikanischen Fernsehserie California Dreams und als Jennifer "Jenny" Caldwell (geborene Morgan) in den drei Au-Pair-Filmen.
Lenhart ist die Tochter des Ex-Playboy Models Cheryl Saban und Ray Lenhart, eines kalifornischen Discjockeys. Sie ist die Stieftochter des Medienunternehmers Haim Saban und hat eine ältere Schwester, Tiffany Lenhart, die ebenfalls Schauspielerin ist. In manchen Filmen wird Heidi Noelle Lenhart auch in Kurzform als Heidi Lenhart bzw. als Heidi Saban aufgeführt. Von 2002 bis 2005 war sie mit dem kanadischen Schauspieler Robin Dunne verheiratet.

## Filmografie (Auswahl)
- 1988: Velvet Dreams – Wenn Träume tödlich enden (Perfect Victims)
- 1990: Spuren der Vergangenheit (The Girl Who Came Between The)
- 1990: Ein perfekter kleiner Mord (A Quiet Little Neighborhood, a Perfect Little Murder)
- 1992–1994: California Dreams (TV-Serie, 16 Folgen)
- 1994: Honeybee Hutch (TV-Zeichentrick-Serie, Stimme der Haley)
- 1994: Trigger Fast
- 1994: Schatten des Verfolgers (Shadow of Obsession)
- 1994: Blinde Leidenschaft (Blindfold: Acts of Obsession)
- 1994: Die wahre Geschichte der Menendez-Brüder (Menendez: A Killing in Beverly Hills)
- 1995: Deadly Sins – Tödliche Vergebung
- 1997: Red Meat
- 1997–1998: Fame L.A. (TV-Serie, 3 Folgen)
- 1998: Addams Family – Und die lieben Verwandten (Addams Family Reunion)
- 1999: Ein Kindermädchen für Papa (Au Pair)
- 1999: Little Men (TV-Serie, 2 Folgen als Isabelle McGregor)
- 1999: Born Bad
- 2000: Beverly Hills, 90210 (TV-Serie 6, Folgen)
- 2000: Duell in der Nordwand (Final Ascent)
- 2001: Au Pair II
- 2002: Crocodile II – Death Roll
- 2009: Au Pair 3 – Abenteuer im Paradies (Au Pair 3: Adventure in Paradise)